# Тит Менений Агрипа Ланат (консул 452 пр.н.е.)
Вижте пояснителната страница за други личности с името Агрипа.
Тит Менений Агрипа Ланат (на латински: Titus Menenius Agrippae Lanatus) e политик на ранната Римска република през 5 век пр.н.е.
Произлиза от патрицииската фамилия Менении. Син е на Тит Менений Агрипа Ланат (консул 477 пр.н.е.) и брат на Луций Менений Агрипа Ланат (консул 440 пр.н.е.).
Тит Менений е консул през 452 пр.н.е. заедно с Публий Сестий Капитолин Ватикан.